# فورتهن
فورتهن (به آلمانی: Fürthen) یک شهر در آلمان است که در راینلاند-فالتس واقع شده‌است.

## خصوصیات
فورتهن ۱٬۲۳۰ نفر جمعیت دارد.